# تری‌فنیل فسفات
تری‌فنیل فسفات (به انگلیسی: Triphenyl phosphate) با فرمول شیمیایی C۱۸H۱۵O۴P یک ترکیب شیمیایی با شناسه پاب‌کم ۸۲۸۹ است. که جرم مولی آن ۳۲۶٫۲۸ g/mol می‌باشد. شکل ظاهری این ترکیب، مایع بی‌رنگ است.